# Sparkassen Cup (теніс)

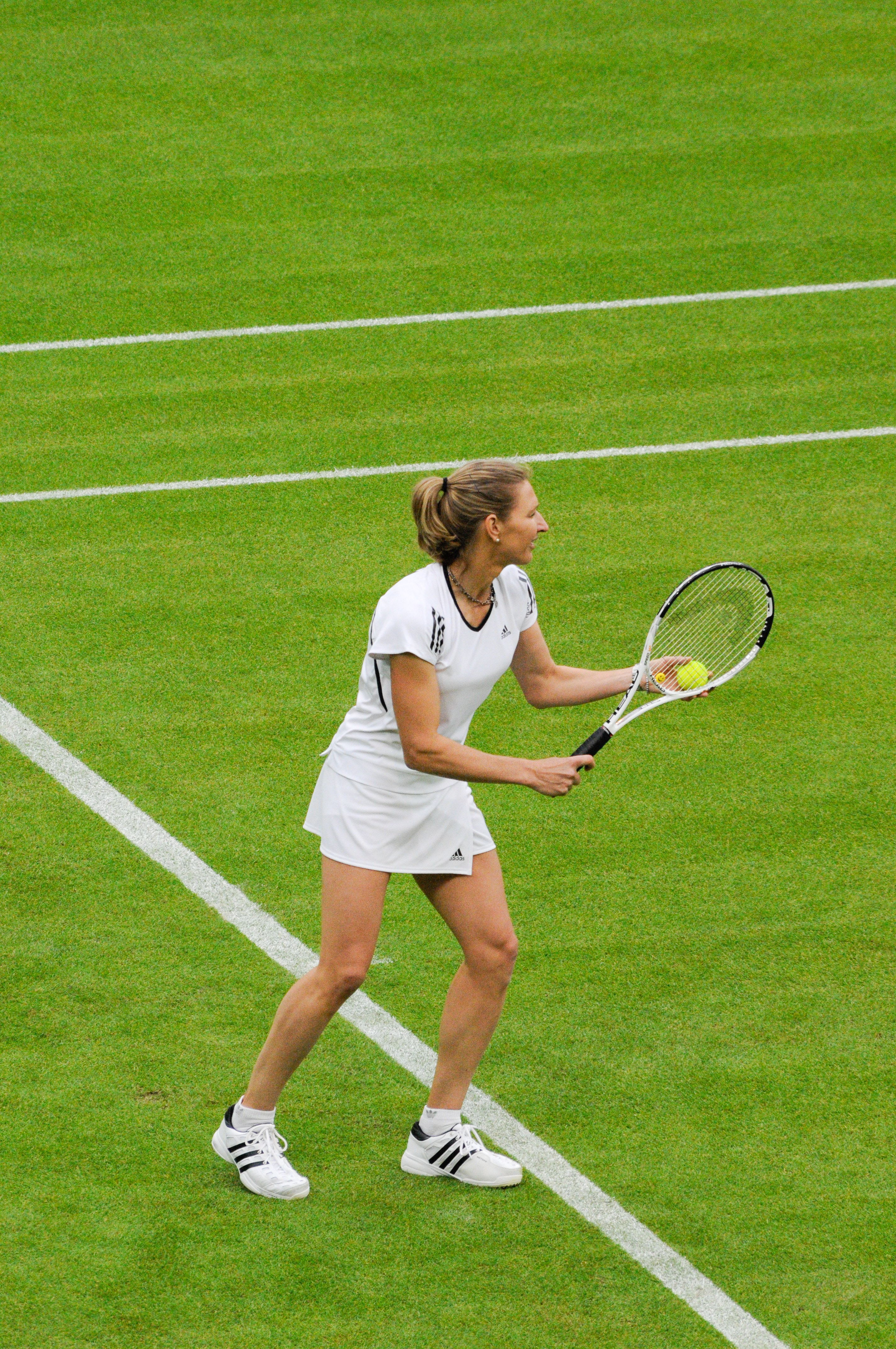
П'ятиразова чемпіонка турніру в одиночному розряді — німкеня Штеффі Граф.

WTA Leipzig (спонсорська назва — Sparkassen Cup) — професійний жіночий тенісний турнір, що проходив під егідою WTA і Федерації тенісу Німеччини від 1990 до 2003 року. Змагання проходили на закритих кортах з килимовим покриттям.

## Загальна інформація
Турнір організовано напередодні сезону 1990 як частину осінньої серії турнірів у залі. Перші змагання мали третю категорію за класифікацією WTA.
1993 року організатори підняли статус свого змагання до турніру другої категорії. У такому вигляді лейпцигський турнір проіснував до 2004 року, коли його скасували.

### Переможниці та фіналістки
Найтитулованішою спортсменкою в історії одиночного турніру є німкеня Штеффі Граф, яка перемагала на місцевих кортах п'ять разів, зокрема, на чотирьох перших турнірах. Крім неї у фіналах ще п'ять разів грала чешка Яна Новотна, але на її рахунку лише дві перемоги.
Найтитулованішою тенісисткою в історії парного турніру є Лариса Савченко, яка представляла на змаганнях Латвію. На її рахунку три титули і два фінали. Двічі вигравала лейпцигський турнір у парному розряді чешка Яна Новотна і американка Мередіт Макграт.
Жодного разу парний турнір не підкорявся господаркам змагань. Ба більше, німкеня лише раз грала у вирішальному матчі (Барбара Ріттнер дісталась фіналу 2001 року).
Також парний турнір відомий тим, що титулована американка Серена Вільямс саме тут завоювала свій єдиний парний титул, коли її партнеркою була не сестра Вінус.
Кілька тенісисток перемагали в Лейпцигу і в одиночному, і в парному розряді. Це вдавалося зробити чешці Яні Новотній, француженці Наталі Тозья та американці Серені Вільямс.

### Зміни призового фонду
| Роки      | Розмір фонду |
| --------- | ------------ |
| 1990—1992 | 225 000 USD  |
| 1993      | 375 000 USD  |
| 1994      | 400 000 USD  |
| 1995      | 430 000 USD  |
| 1996—1998 | 450 000 USD  |
| 1999      | 520 000 USD  |
| 2000      | 535 000 USD  |
| 2001      | 565 000 USD  |
| 2002—2003 | 585 000 USD  |

## Фінали

### Одиночний розряд
| Рік  | Чемпіонка                   | Фіналістка                    | Рахунок фіналу     |
| ---- | --------------------------- | ----------------------------- | ------------------ |
| 1990 | Штеффі Граф                 | Arantxa Sánchez               | 6–1, 6–1           |
| 1991 | Штеффі Граф                 | Яна Новотна                   | 6–3, 6–3           |
| 1992 | Штеффі Граф                 | Яна Новотна                   | 6–3, 1–6, 6–4      |
| 1993 | Штеффі Граф                 | Яна Новотна                   | 6–2, 6–0           |
| 1994 | Яна Новотна                 | Марі П'єрс                    | 7–5, 6–1           |
| 1995 | Анке Губер                  | Магдалена Малеєва             | Walkover           |
| 1996 | Анке Губер                  | Іва Майолі                    | 5–7, 6–3, 6–1      |
| 1997 | Яна Новотна                 | Аманда Кетцер                 | 6–2, 4–6, 6–3      |
| 1998 | Штеффі Граф                 | Наталі Тозья                  | 6–3, 6–4           |
| 1999 | Наталі Тозья                | Květa Hrdličková              | 6–1, 6–3           |
| 2000 | Кім Клейстерс               | Лиховцева Олена Олександрівна | 7–6(8–6), 4–6, 6–4 |
| 2001 | Кім Клейстерс               | Магдалена Малеєва             | 6–1, 6–1           |
| 2002 | Серена Вільямс              | Мискіна Анастасія Андріївна   | 6–3, 6–2           |
| 2003 | Мискіна Анастасія Андріївна | Justine Henin-Hardenne        | 3–6, 6–3, 6–3      |

### Парний розряд
| Рік  | Чемпіонки                                            | Фіналістки                                             | Рахунок фіналу     |
| ---- | ---------------------------------------------------- | ------------------------------------------------------ | ------------------ |
| 1990 | Gretchen Magers Lise Gregory                         | Манон Боллеграф Jo Durie                               | 6–2, 4–6, 6–3      |
| 1991 | Манон Боллеграф Isabelle Demongeot                   | Jill Hetherington Кеті Ріналді                         | 6–4, 6–3           |
| 1992 | Larisa Savtsjenko-Neiland Яна Новотна                | Патті Фендік Andrea Strnadová                          | 7–5, 7–6(7–4)      |
| 1993 | Наташа Звєрєва Джиджі Фернандес                      | Лариса Савченко-Нейланд Яна Новотна                    | 6–3, 6–2           |
| 1994 | Патті Фендік Meredith McGrath                        | Лариса Савченко-Нейланд Манон Боллеграф                | 6–4, 6–4           |
| 1995 | Лариса Савченко-Нейланд Meredith McGrath             | Бренда Шульц-Маккарті Caroline Vis                     | 6–4, 6–4           |
| 1996 | Крісті Богерт Наталі Тозья                           | Міріам Ореманс Сабін Аппельманс                        | 6–4, 6–4           |
| 1997 | Мартіна Хінгіс Яна Новотна                           | Басукі Яюк Гелена Сукова                               | 6–2, 6–2           |
| 1998 | Суґіяма Ай Лиховцева Олена Олександрівна             | Манон Боллеграф Іріна Спирля                           | 6–3, 6–7(2–7), 6–1 |
| 1999 | Лариса Савченко-Нейланд Марі П'єрс                   | Суґіяма Ай Лиховцева Олена Олександрівна               | 6–4, 6–3           |
| 2000 | Анн-Гель Сідо Arantxa Sánchez-Vicario                | Кім Клейстерс Лоранс Куртуа                            | 6–7(6–8), 7–5, 6–3 |
| 2001 | Наталі Тозья Лиховцева Олена Олександрівна           | Květa Hrdličková Барбара Ріттнер                       | 6–4, 6–2           |
| 2002 | Серена Вільямс Александра Стівенсон                  | Жанетта Гусарова Паола Суарес                          | 6–3, 7–5           |
| 2003 | Мартіна Навратілова Кузнецова Світлана Олександрівна | Лиховцева Олена Олександрівна Петрова Надія Вікторівна | 3–6, 6–1, 6–3      |